# RCW 45
RCW 45 è una nebulosa a emissione visibile nella costellazione australe delle Vele.
Si osserva nella parte meridionale della costellazione, circa un grado a sudovest della stella J Velorum; è situata sul bordo occidentale della brillante regione dell'Arco della Carena, sul Braccio del Sagittario. La nebulosa risulta essere piuttosto debole ed è quindi fuori dalla portata di un binocolo, mentre può essere fotografata attraverso un telescopio. La sua declinazione è fortemente australe e ciò comporta che dalle regioni boreali la sua osservazione sia possibile solo a partire dalle regioni temperate più meridionali; dall'emisfero australe invece è osservabile per quasi tutte le notti dell'anno. Il periodo migliore per la sua osservazione nel cielo serale va da febbraio a giugno.
Secondo alcuni studi RCW 45 farebbe parte della medesima regione galattica della gran parte delle altre nubi visibili nelle vicinanze e appartenenti alla parte più prossima del Braccio del Sagittario, a una distanza di circa 2500 parsec (8150 anni luce). Nel catalogo Avedisova è indicata con la sigla 282.13-0.11 (Avedisova 2297) ed è ritenuta legata fisicamente all'ammasso aperto Loden 27 e alla sorgente di radiazione infrarossa IRAS 10101-5608. Secondo altri studiosi tuttavia la distanza della nube sarebbe superiore, attorno ai 3200 parsec, e sarebbe associata alla nube molecolare gigante [GCB88] 3, delle dimensioni di circa 100 parsec e con una massa che si aggira attorno alle 2.250.000 M⊙.
Uno studio del 2000, per altro, ridiscute completamente la distanza di questa e della nube RCW 46: secondo gli autori, queste due nubi sarebbero situate entrambe a una distanza di almeno 6500 parsec e si troverebbero sul bordo orientale di una grande struttura a superbolla aperta (un chimney galattico) nota come GSH 277+0+36, il cui bordo occidentale è marcato dalla nube RCW 42; questa grande struttura si estende per oltre 1000 parsec a nord e a sud del piano galattico, possiede una larghezza di oltre 600 parsec e giace in una regione inter-braccio, ossia nello spazio compreso fra il Braccio del Sagittario, dove si sarebbe originata, e la parte terminale del Braccio di Perseo. Si ritiene che GSH 277+0+36 si sia formata a seguito dell'esplosione di più supernovae e successivamente, a causa della sua espansione, si sarebbe resa responsabile dell'innesco di fenomeni di formazione stellare nelle regioni limitrofe, fra le quali la stessa RCW 45. A breve distanza vi sarebbe anche una seconda struttura a chimney, denominata GSH 280+0+59, di dimensioni più modeste (circa 200 parsec di diametro) e nella norma rispetto alle altre strutture analoghe.